# Дичин
Дичин е село в Северна България. То се намира в община Велико Търново, област Велико Търново.

## География
Разнообразна и красива природа. Климатът е умерено-континентален – типичен за Дунавската равнина. Лятото е горещо, а зимата – студена. На юг от селото тече река Росица. На север от селото има хълм с широколистни гори, в които се среща дивеч. В центъра на селото има лекарски кабинет, поща, читалищна сграда. Има и работеща мелница.
Съседни на Дичин са селата Лесичери (на запад), Водолей (на изток), Русаля на юг и Паскалевец на север.

### Местности
Местности в селото:Кадена могила, Калиманица, Драгин дол, Гончов кладенец, Жилена бага, Усоета, Долната пъка, Гредата, Атеолу, Русанка и други.

## История
Село Дичин води своята история още от римско време. В землището на селото са открити археологически доказателства за човешка дейност, най-вероятно датираща от това време. Оттук е минавал водопроводен канал, който е снабдявал с вода римския град Никополис ад Иструм. През 1907 година е закупена първата парна вършачка. Част от този водопровод е запазен. Александър Жеков е лекар в селото до 1926 година. Лечебницата и аптеката са се помещавали в къщата на Крум Колев.
През 1925 година, в селото се създава Кредитна кооперация „Съгласие“. През 1959 година в селото се създава Пчеларско дружество „Акация“.

## Население
Численост на населението според преброяванията през годините:
| \| Година на преброяване \| Численост \| \| --------------------- \| --------- \| \| 1934 \| 1445 \| \| 1946 \| 1467 \| \| 1956 \| 1234 \| \| 1965 \| 1068 \| \| 1975 \| 700 \| \| 1985 \| 607 \| \| 1992 \| 584 \| \| 2001 \| 402 \| \| 2011 \| 273 \| \| 2021 \| 226 \| |           |
| Година на преброяване | Численост |
| 1934 | 1445      |
| 1946 | 1467      |
| 1956 | 1234      |
| 1965 | 1068      |
| 1975 | 700       |
| 1985 | 607       |
| 1992 | 584       |
| 2001 | 402       |
| 2011 | 273       |
| 2021 | 226       |

### Етнически състав
Преброяване на населението през 2011 г.
Численост и дял на етническите групи според преброяването на населението през 2011 г.:
|                     | Численост | Дял (в %) |
| Общо                | 273       | 100.00    |
| Българи             | 266       | 97.43     |
| Турци               |           |           |
| Цигани              |           |           |
| Други               |           |           |
| Не се самоопределят |           |           |
| Неотговорили        | 2         | 0.73      |

### Религия
Жителите на село Дичин са православни християни. Православния храм „Света Параскева“ е построен през 1843 година и е осветен. При освещаването е присъствал Търновския митрополит Неофит Византиос. Първият свещеник в храма е Тодор Мичков.

## Култура

### Народно читалище „Зора“
В село Дичин през 1873 година, се основава Читалище „Зора“. Основатели и първонастоятели, на читалищната дейност в селото са: Матей Преображенски, даскалът Васил Неделчев и поп Петър Драганов.
- детски оркестър „Весели деца“

### Индустрия
В Дичин се създава керамична фабрика през 30-те години на XX век. През 1947 година, предприятието е национализирано Керамична фабрика „Начо Иванов“.
През 1948 година се създава Трудово кооперативно земеделско стопанство (ТКЗС) „Първи май“.
- Мелница „Братя Дамянови и сие“

## Забележителности
- Божановата чешма – построена от Божановия род през XIX век
- паметника на Братован Илиев

## Личности
- Веселин Боянов Панайотов – сценарист, писател, публицист.